# Веричане
Веричане, Верицане (лат. Uerizane) — средневековое западнославянское племя, упоминаемое в Баварском географе. Там же сказано, что они владеют 10 городами.

## Гипотезы о местоположении племени
- Роспонд[2] и некоторые другие исследователи читают слово Verizane как Верчане/Верцане и связывают это название с рекой Варта и локализуют племя в средней или верхней части её течения. В дополнение к этому, ряд ученых(Тыменецкий[3], Войцеховский) помещают племя в районе города Серадз и дают племени искусственное название Серадзяне.
- Закшевский, Каминская[4], Лосинский, Леон Ян Лука, Рудницкий, Штибера, Витчак, а также чешские исследователи Горак и Травничек полагали, что Веричане жили в области реки Верица в Восточном Поморье.
- Налепа[5] предположил, что название племени следует читать как Бердзане и помещал их в районе города Бардо.
- По мнению некоторых чешских историков, племя следует локализовывать в Чехии и читать как Древичи.